# Želimir Žilnik

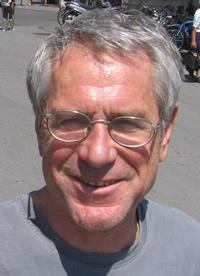
Želimir Žilnik

Želimir Žilnik (kyrillisch Желимир Жилник, [ˈʒɛ̌limiːr ˈʒîlniːk]; geboren am 8. September 1942) ist ein jugoslawischer und serbischer Filmregisseur. Er gilt als einer der bekanntesten Vertreter des jugoslawischen Schwarzen Films der 1960er und 1970er Jahre.

## Biografie
Žilnik wurde 1942 in dem von der Gestapo betriebenen Konzentrationslager Crveni Krst in der Nähe von Niš geboren. Seine Eltern waren Kommunisten, die hingerichtet wurden. Er wurde von seinen Großeltern aufgezogen.
Als Jugendlicher war Žilnik Redakteur der kommunistischen Zeitschrift Tribina Mladih. Als Student wurde er in ein Austauschprogramm mit New York aufgenommen. Nach seiner Rückkehr nach Jugoslawien wurde er ab 1967 für die Filmproduktionsfirma Neoplanta tätig. Mit seinem dritten Kurzfilm Nezaposleni Ljudi (Die Arbeitslosen) 1969 wurde er als Filmemacher bekannt.
Nachdem mehrere Filme von der jugoslawischen Regierung kritisiert wurden, ging Žilnik für einige Zeit ins Exil nach Westdeutschland, wo er mehrere Filme über Gastarbeiter machte, die ebenfalls kritisch aufgenommen wurden, und Žilnik kehrte nach Jugoslawien zurück. Von 1977 bis 1990 machte er vor allem Fernsehfilme.

## Filmografie (Auswahl)
- Nezaposleni Ljudi (Die Arbeitslosen). Kurzfilm, 1968.
- Rani radovi (Frühe Werke). 1969.[4]
- Crni film (Schwarzer Film). Kurzfilm, 1971.
- Unter Denkmalschutz. 1975.
- Öffentliche Hinrichtung. 1975.
- Lijepe žene prolaze kroz grad (Schöne Frauen spazieren durch die Stadt). 1986.
- Tako se kalio čelik (Wie der Stahl gehärtet wurde). 1988.[5]
- Tito po drugi put medju Srbima (Tito zum zweiten Mal unter den Serben). Dokumentarfilm, 1994.
- Dupe od mramora (Marble Ass). 1995.[6]
- Wanderlust. 1998.
- Fortress Europe. 2000.
- Kenedi goes back home. 2003.
- Europe Next Door. 2005.
- Stara škola kapitalizma (Die alte Schule des Kapitalismus). 2009.
- Logbook Serbistan. 2015.
- Das schönste Land der Welt. Dokudrama, 2018. Mit dem hor 29 novembar.[7]